# Rußhaubenbülbül

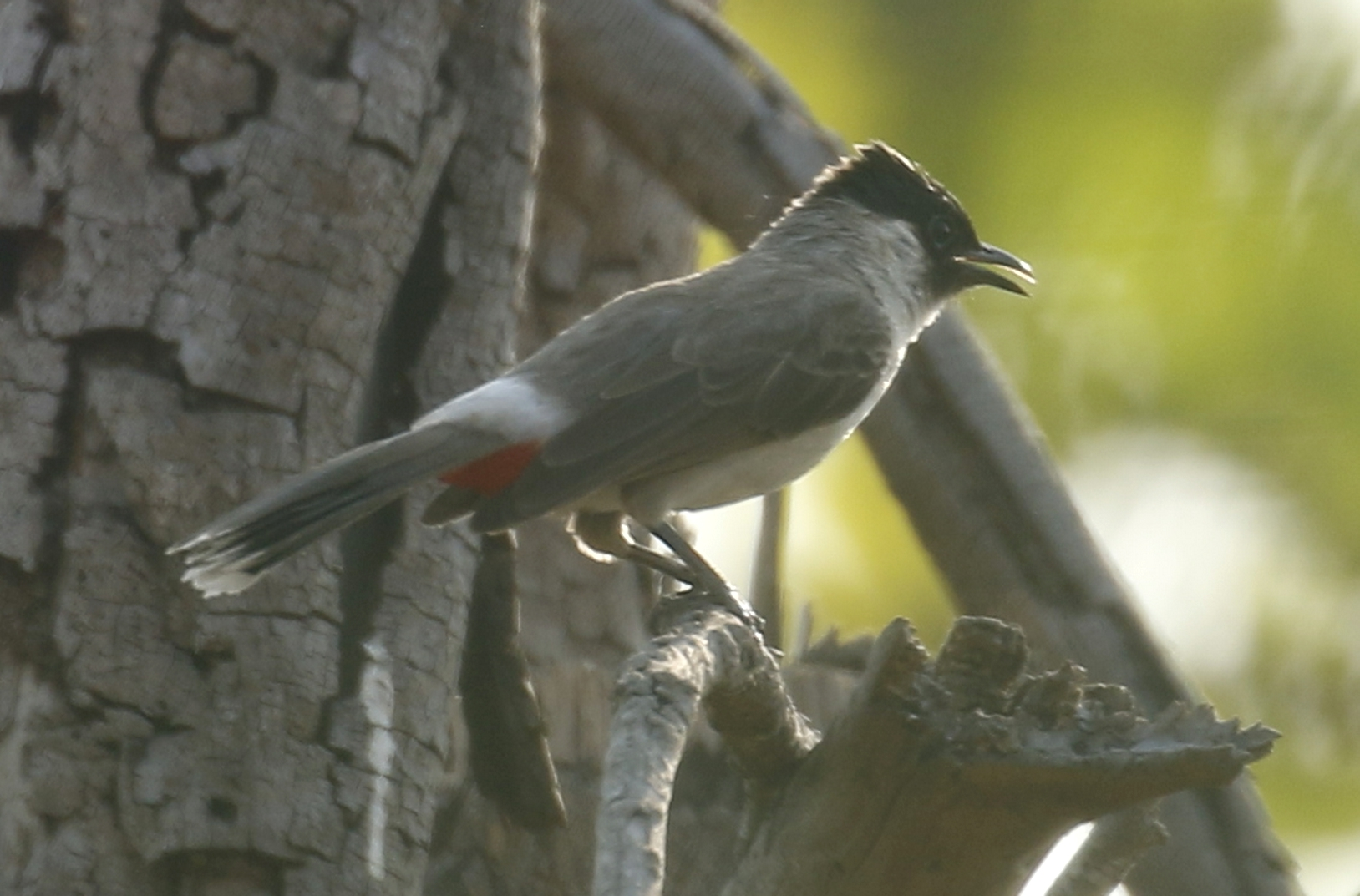
Rußhaubenbülbül in Thailand, nahe dem Nationalpark Doi Inthanon

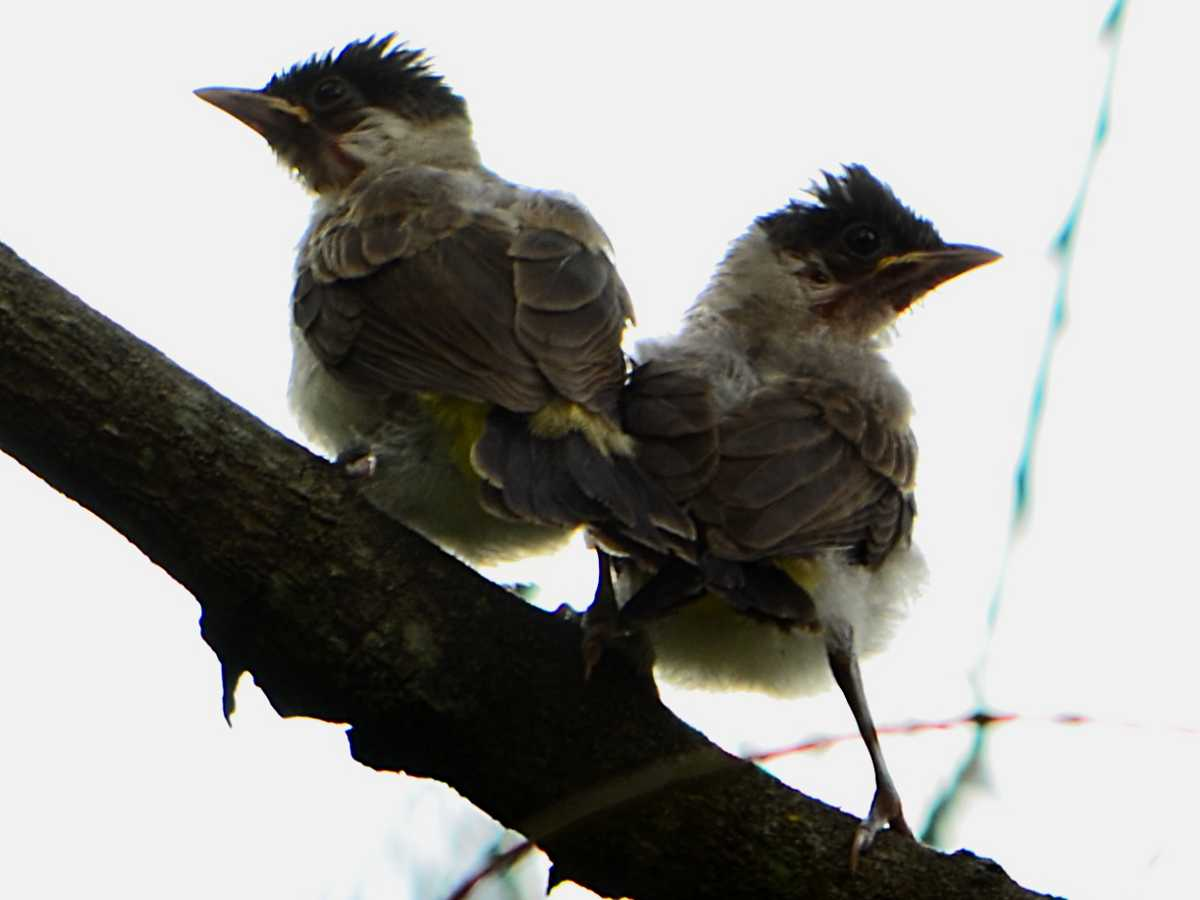
Jungvögel

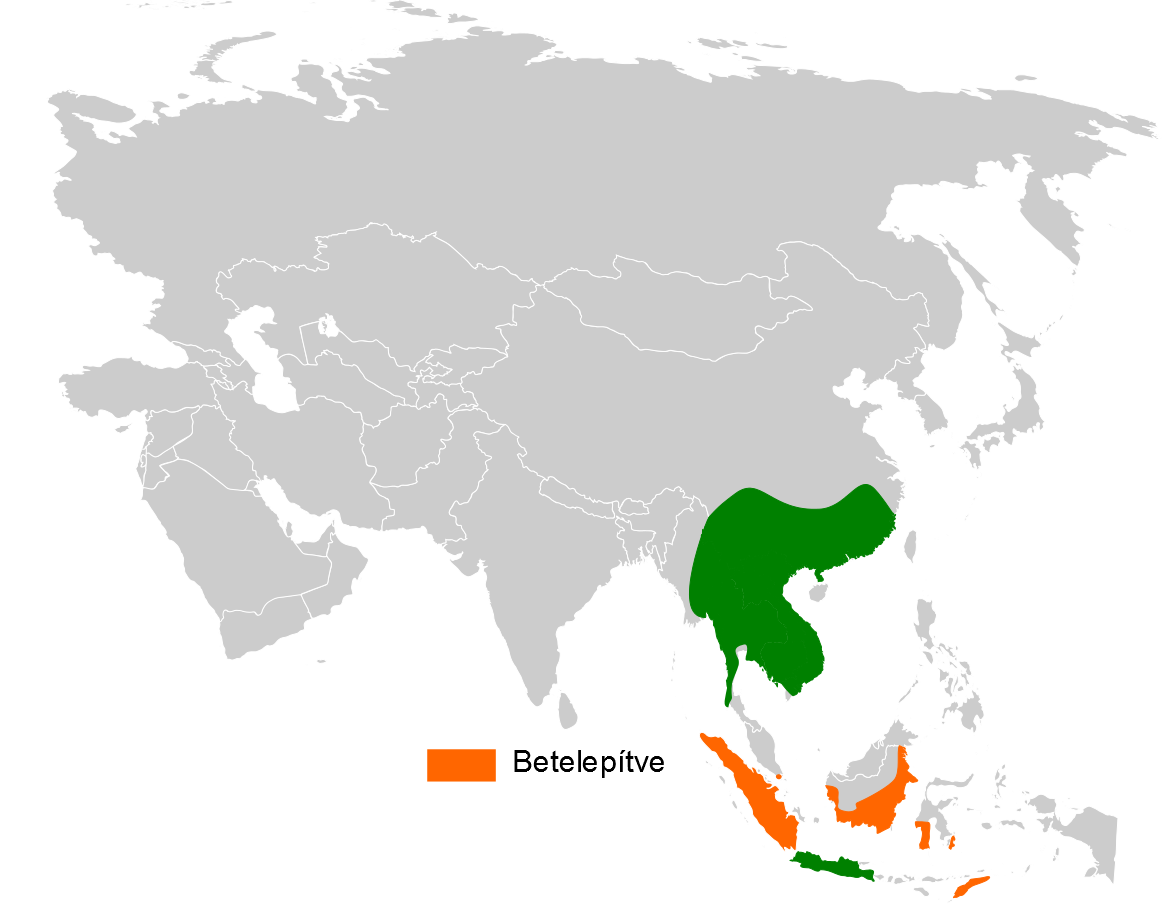
Verbreitungskarte Rußhaubenbülbül
Natürliches Vorkommen
Eingeführt

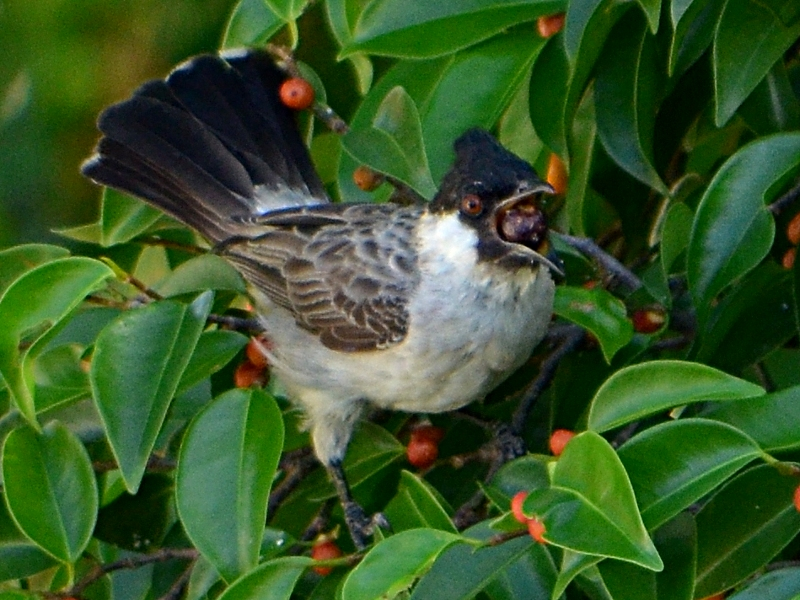
Rußhaubenbülbül beim Fressen

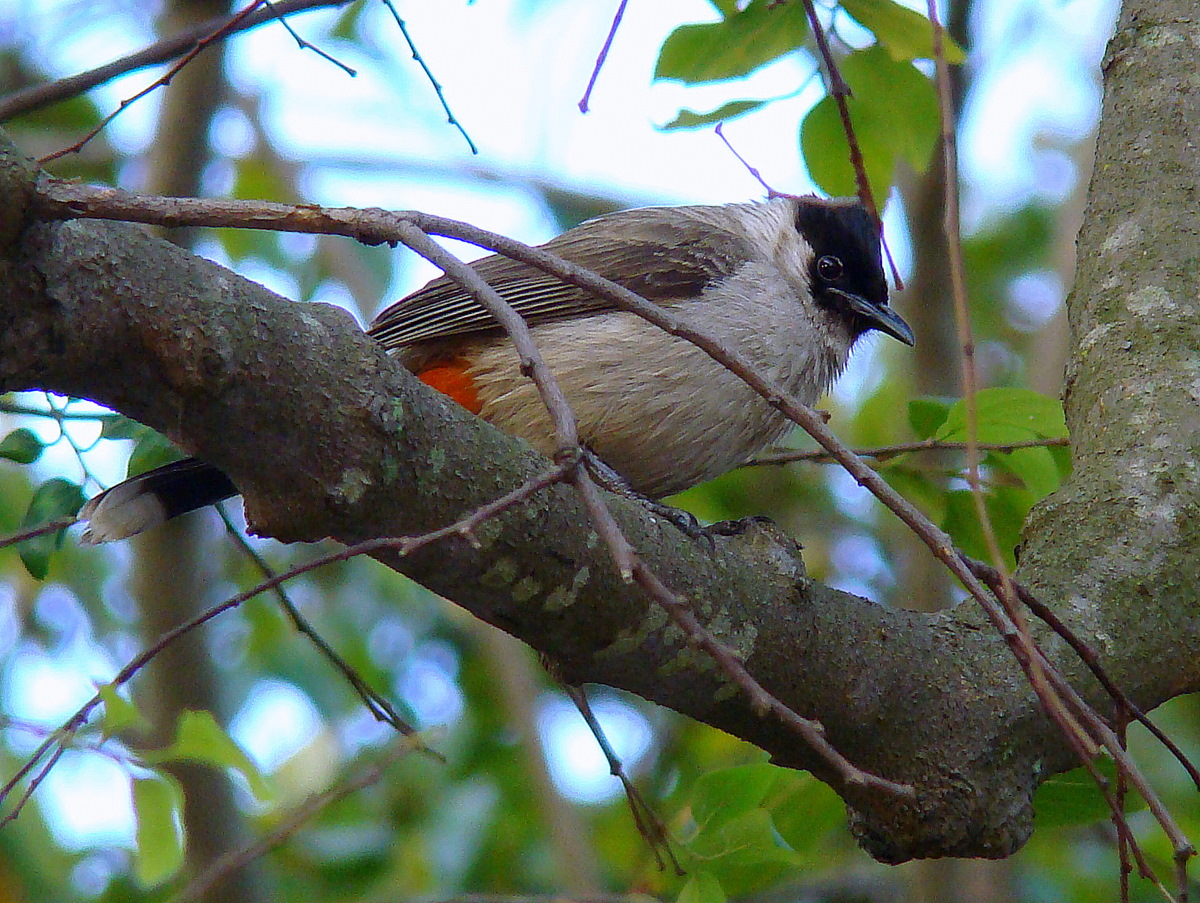
Rußhaubenbülbül

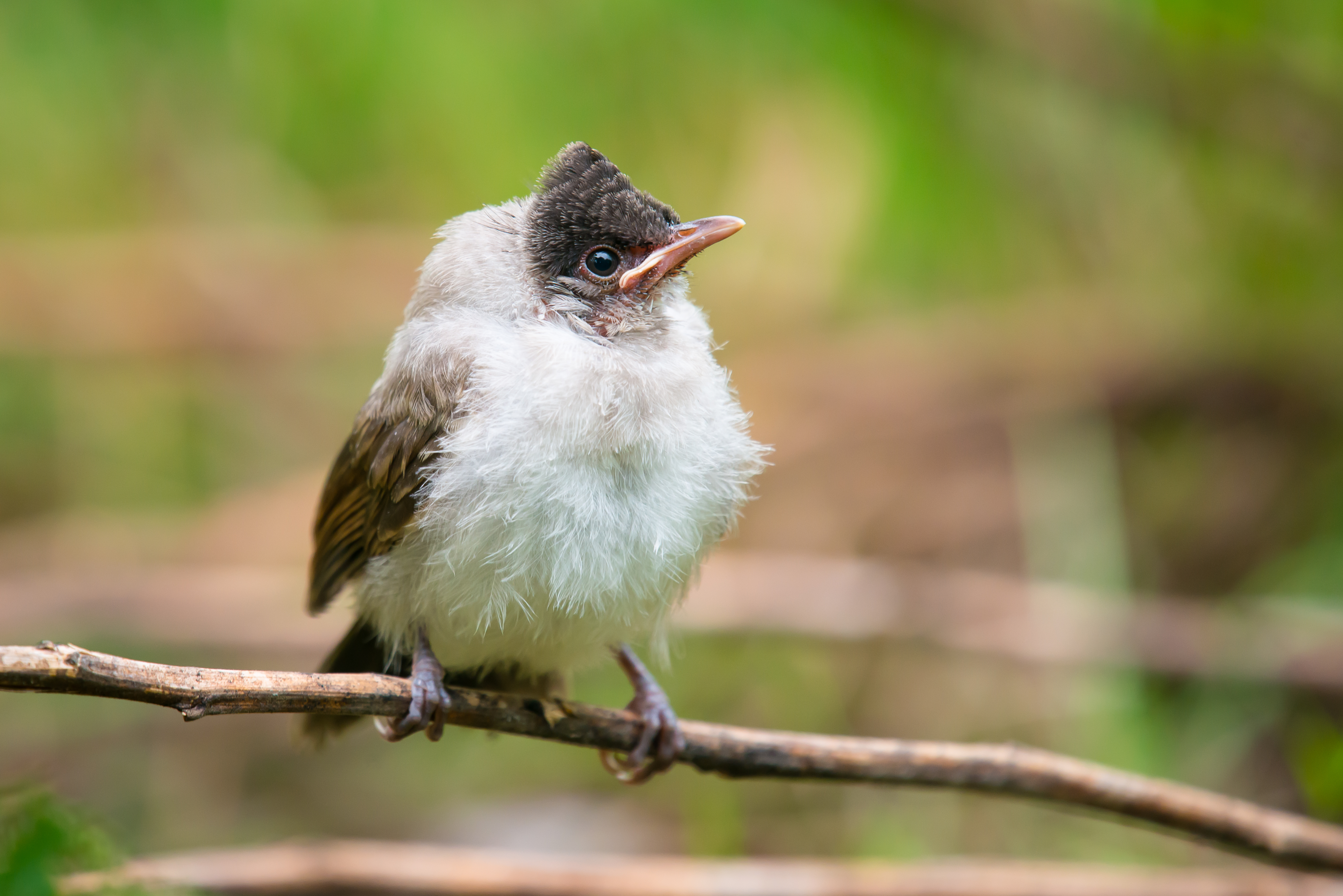
Jungvogel

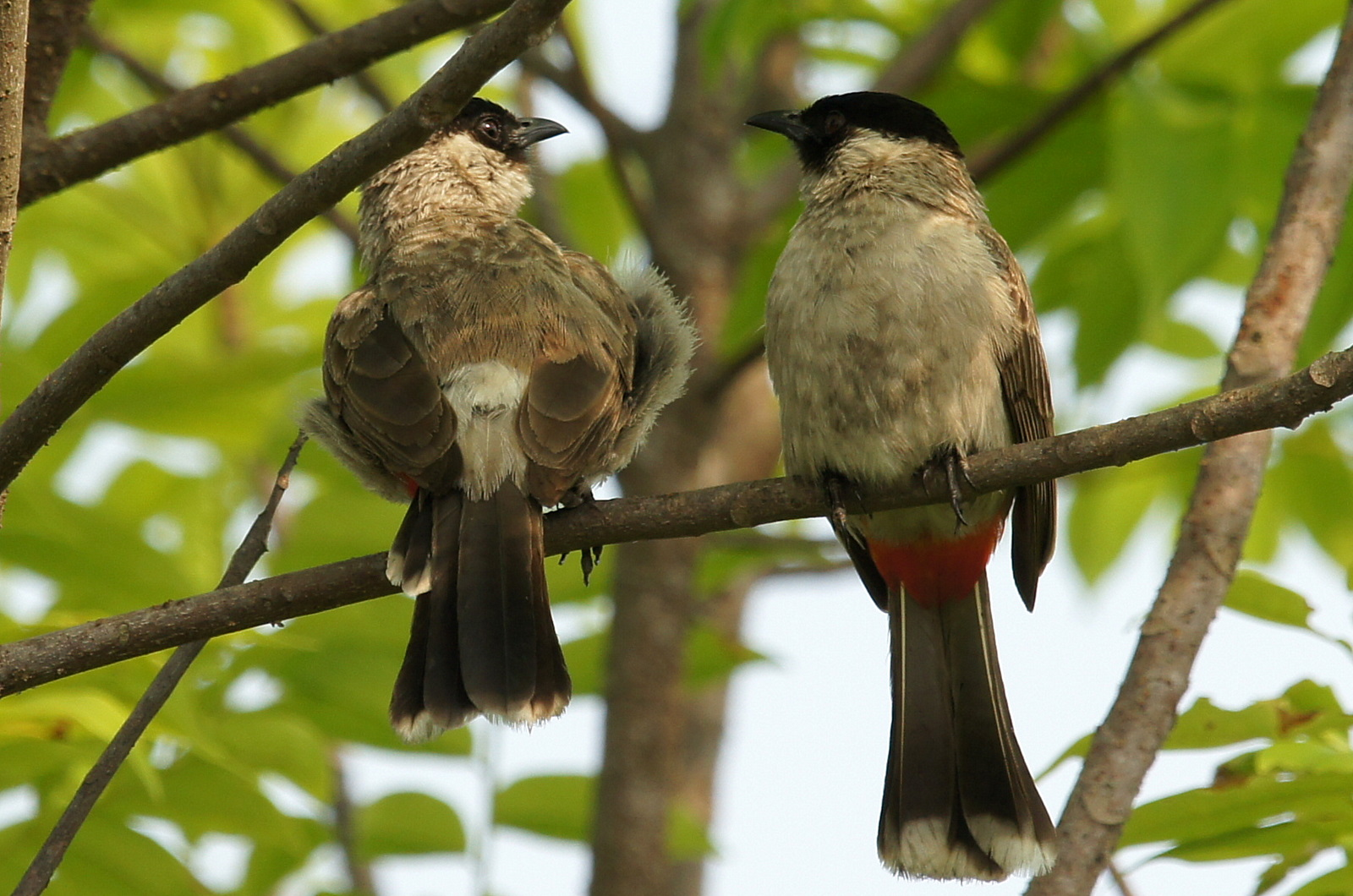
Rußhaubenbülbüls

Der Rußhaubenbülbül (Pycnonotus aurigaster, Syn.: Turdus aurigaster), auch Kotilangbülbül oder kurz Kotilang genannt, ist ein südostasiatischer Singvogel aus  der Familie der Bülbüls (Pycnonotidae).

## Beschreibung
Aussehen
Adulte Rußhaubenbülbüls haben einen schwarzen Kopf, Hals und Nacken sind kurz, die Oberseite ist braun, Rumpf und Unterseite sind weiß und die Unterschwanzdecken sind kräftig gelb bis orange-rot. Juvenile Vögel sind den adulten Rußhaubenbülbüls ähnlich, jedoch ist der Kopf eher bräunlich und die Unterschwanzdecken sind weniger auffallend gefärbt.
Gewicht und Größe
Der Rußhaubenbülbül wird 19–21 cm groß und wiegt 40–50 g (m = 46 g, w = 44 g).
Brutverhalten
Der Rußhaubenbülbül brütet im Allgemeinen in Südost-Asien zwischen März und April und von März bis Juli in Süd-China; in Java brütet er über das ganze Jahr, jedoch am häufigsten von März bis Juni und im August.
Sein Gelege umfasst 3–4 Eier, die in der Grundfarbe ocker bis rötlich sind und vor allem an der breiteren Basis scharf abgegrenzte kräftig rotbraun gefärbte Flecken tragen.
Standortverhalten
Der Rußhaubenbülbül ist standorttreu.
Lautäußerungen
Der Rußhaubenbülbül singt häufig und angenehm, eine schrille, gurgelnde Folge von „whi-wi-wiwi-wiwi“-Lauten.
Ernährung
Der Rußhaubenbülbül ist ein Weichfresser, der reife Früchte und Insekten verzehrt. Daher wird er teilweise auch als Schädling betrachtet.

## Verbreitung
Natürliche Habitate des Rußhaubenbülbüls sind subtropische oder tropische feuchte Wälder im Flachland, er kommt aber auch in trockenen Wäldern, Sekundärwald oder Buschgelände vor.
Sein ursprüngliches Verbreitungsgebiet erstreckt sich im Uhrzeigersinn vom Süden Chinas entlang des südchinesischen Meeres, die Südhälfte der malaiischen Halbinsel dabei aussparend, bis in die Osthälfte Myanmars. Außerdem gibt es ein isoliertes Vorkommen auf Java. Inzwischen ist der Rußhaubenbülbül zusätzlich in großen Teilen des übrigen Indonesiens eingeführt worden.

## Taxonomie und Systematik
Die Erstbeschreibung des Rußhaubenbülbüls erfolgte 1818 durch Louis Pierre Vieillot unter dem wissenschaftlichen Namen Turdus aurigaster, damit wurde die Art ursprünglich der Gattung Turdus zugeordnet.

### Unterarten
Neun Unterarten sind bekannt:
- P. a. chrysorrhoides (Lafresnaye, 1845) – Ursprünglich als eigene Art gesehen. Vorkommen in Südostchina
- P. a. resurrectus Deignan, 1952 – Vorkommen in Südchina und Nordost-Vietnam.
- P. a. dolichurus Deignan, 1949 – Vorkommen in Zentral-Vietnam
- P. a. latouchei Deignan, 1949 – Vorkommen vom östlichen Myanmar bis Süd-China und nördliches Indochina
- P. a. klossi (Gyldenstolpe, 1920) – Vorkommen in Südost-Myanmar und nördliches Thailand
- P. a. schauenseei Delacour, 1943 – Vorkommen in Südost-Myanmar und nördliches Thailand
- P. a. thais (Kloss, 1924) – Vorkommen in Zentral- und Süd-Thailand, Zentral-Laos
- P. a. germani (Oustalet, 1878) – Ursprünglich als eigene Art in der Gattung Ixos gesehen. Vorkommen in Südost-Thailand und im Süden Indochinas
- P. a. aurigaster (Vieillot, 1818) – Vorkommen auf Java und Bali

## Gefährdung
Die Bestandssituation des Rußhaubenbülbüls wurde 2016 in der Roten Liste gefährdeter Arten der IUCN als „Least Concern (LC)“ = „nicht gefährdet“ eingestuft.

### Allgemeine Links
- Rußhaubenbülbül (Pycnonotus aurigaster) auf YouTube
- BirdLife International: Species Factsheet – Sooty-headed Bulbul (Pycnonotus aurigaster). Abgerufen am 26. November 2022.
- Rußhaubenbülbül (Pycnonotus aurigaster) auf eBird.org
- Rußhaubenbülbül (Pycnonotus aurigaster) bei Avibase
- Pycnonotus aurigaster im Integrated Taxonomic Information System (ITIS)
- xeno-canto: Tonaufnahmen – Rußhaubenbülbül (Pycnonotus aurigaster)
- Sooty Headed Bulbul (Pycnonotus aurigaster) in der Encyclopedia of Life.  (englisch).